# Pteroma pendula
Pteroma pendula är en fjärilsart som beskrevs av Joannis 1929. Pteroma pendula ingår i släktet Pteroma och familjen säckspinnare. Inga underarter finns listade.